# Річки Сумської області
На території Сумської області 1500 річок, протяжністю 4876 км; 2231 водоймище та 537 озер. Річкова мережа області помірно розвинута, середня густота її становить 0,2—0,3 км/км². Десна, Сейм, Псел, Ворскла — транзитні річки, вони беруть початок у прикордонних районах Росії і до України приходять уже досить потужними потоками.
Всі річки області належать до сточища Дніпра і його лівих приток — Десни, Сули, Псла, Ворскли.
У гідрологічному відношенні Сумська область розташована в басейні Дніпра, її площа розподіляється між басейнами річок Десни (45,5 %), Сули (18,6 %), Псла (23,4 %) і Ворскли (12,5 %). Площі, зайняті водоймами, становлять 92,8 тис. га (3,9 % території області) в тому числі під річками та струмками 7,8 тис. га, штучними водоймами — 17,1 тис. га, болотами — 61,2 тис. га.

## Перелік річок
- Десна — ліва
  - Знобівка — ліва
    - Уличка — права

  - Свига — ліва
    - Бичиха — ліва

  - Івотка — ліва; Ямпіль
    - Свіса — ліва; Свіса

  - Шостка — ліва; Шостка
  - Осота — ліва; Вороніж
  - Есмань — ліва
    - Реть — ліва; Кролевець
      - Свидня — ліва
      - Ретик — права

  - Сейм — ліва; Путивль
    - Вир — ліва; Улянівка, Миколаївка, Білопілля, Ворожба
      - Крига — права; Білопілля

    - Чаша — ліва; Буринь
    - Любка — ліва
    - Клевень — права
      - Обеста
      - Есмань — права; Червоне, Глухів

    - Єзуч — ліва; Конотоп
    - Куколка — ліва; Конотоп
- Сула — ліва; Недригайлів, Ромни
  - Хусь — права; Хоружівка
  - Бишкінь — права
    - Хусть — ліва

  - Хмелівка — права
  - Терн — права; Терни
    - Куриця — ліва
    - Біж — права

  - Ромен — права; Ромни
    - Малий Ромен — права; Великий Самбір

  - Олава — права
  - Локня — права
- Псел — ліва; Суми, Низи
  - Сироватка — ліва; Краснопілля, Низи
  - Вільшанка — ліва; Лебедин
  - Грунь — права
  - Хорол — права; Липова Долина
- Ворскла — ліва; Велика Писарівка, Кириківка
  - Ворсклиця — права
    - Пожня — права

  - Боромля — права; Тростянець
  - (Грунь-Ташань) — права
    - Ташань — права; Чупахівка
    - Грунь — ліва